# Anne-Marie Martinozzi
Anne-Marie Martinozzi, princesse de Conti, née en 1637 et morte le 4 février 1672 à Paris, est une princesse française d'origine italienne.

## Biographie

### Famille
Anne-Marie Martinozzi est la fille d'un comte romain, Girolamo Martinozzi, et de Laura Margherita Mazzarini, sœur de Jules Mazarin. Elle est ainsi l'une des sept Mazarinettes, ces jeunes nièces du cardinal venues en France à sa demande. 

### Épouse du prince de Conti
Anne-Marie Martinozzi est mariée au palais du Louvre à 17 ans, le 21 février 1654, à un prince du sang, cousin du roi, Armand de Bourbon, prince de Conti. Son oncle, le cardinal Mazarin, donne alors à sa nièce une dot de 600 000 livres.
Le prince de Conti, âgé de 25 ans, a été quelques années auparavant l'un des meneurs de la Fronde. Un an avant ce mariage, il venait de faire sa soumission à Louis XIV. Ce mariage est donc à la fois le signe de son retour en grâce, et un moyen d'abaisser cette lignée de princes du sang en lui donnant pour épouse une jeune femme d'un rang inférieur.
Le prince de Conti souffrait d'une maladie vénérienne, probablement contractée à Montpellier à l'automne 1653 en suivant dans ses frasques libertines le comte d'Aubijoux, alors gouverneur de la ville. Le prince ne tardera pas à contaminer sa jeune épouse.
Dès juin 1654, le prince doit laisser sa femme à Paris pour prendre le commandement en chef de l'expédition de Catalogne. La princesse se montre éprise, écrivant à son mari de nombreuses lettres. Elle ne le revoit que le 30 novembre 1656, lorsqu'elle le rejoint dans son château de la Grange-des-Prés, à Pézenas, où le prince est allé ouvrir les États de Languedoc. Mais ils se quittent à nouveau dès le printemps 1657, le prince de Conti devant retourner combattre en Espagne.
Ils ont pour enfants : 
- Louis-Armand de Bourbon-Conti (1661-1685), 3e prince de Conti, marié en 1680 à Marie-Anne de Bourbon (1666-1739)

- François-Louis de Bourbon-Conti (1664-1709), 4e prince de Conti, dit le Grand Conti, marié en 1688 à Marie-Thérèse de Bourbon-Condé (1666-1732).

La princesse de Conti a été surintendante de la Maison de la Reine auprès de la reine-mère Anne d'Autriche, entre 1657 et 1666.

### Veuve janséniste
La princesse est veuve dès 1666. Elle prend alors pour médecin le jeune Denis Dodart, qui s'attache aux Conti, et sera le médecin de ses descendants, de même que son fils Claude Jean-Baptiste Dodart. Elle se porte acquéreuse à Paris en avril 1670 de l'hôtel de Guénégaud, rive gauche, dans le cadre d'une opération d'échanges de biens immobiliers.

### Décès
Ayant contracté la syphilis transmise par son mari, elle meurt d'une attaque d'apoplexie le 4 février 1672. Elle est inhumée dans l'église Saint-André-des-Arts, où ses fils lui font bâtir un tombeau par le sculpteur François Girardon, tandis que son cœur est placé au couvent des Carmélites du faubourg Saint-Jacques. Denis Dodart, devenu membre pensionnaire-botaniste de l'Académie Royale des Sciences, a rédigé son épitaphe chez les carmélites :
HIC JACET

Cor clarissimae & potentissimae Principis Annae-Mariae Martianozziae, viudae celsissimi & potentissimi Principis Armandi Borboni, Principis de Conti ; quod à media fui parte illuftrissimi ac charissimi comjugis obitu separatum, tantùm Christo gemuit, danec sponso & Deo redderetur, quemunum uterque amaverat. Nullum in eo mundi amor locum habuit. Hoc altare Deo sacrum nullo alio igne coluit, quàm Dei. Amor Christi, amor sponsi, amor liberorum & Ecclesiae illud sibi vindicárunt. Charitas hujus cordi natura est, postquám à Christo creatum est in operibus bonis, quibus plenum perfectè Deo vivere caepit, moriens mundo & sensibus, qui suam illi lucem abscondebant. Si cor Christianum moreretur, obiit prid. non. feb. 1672, aetatis 35.
Ses entrailles sont déposées dans l'église de Port-Royal des Champs. Lors de la destruction de l'abbaye janséniste, elles furent transférées dans la sépulture de Saint-André-des-Arts.
Dans son testament, elle ordonne que l'éducation de ses fils soit confiée à leur tante Anne Geneviève de Bourbon-Condé et nomme leur oncle, Louis II de Bourbon-Condé, en qualité de tuteur.
Le prince de Conti fut inhumée dans le caveau de sa mère, avec son frère aîné Louis-Armand de Bourbon-Conti.

Son mausolée fut élevé au pilier du côté gauche du chœur. Composé d'une statue de marbre blanc en bas-relief, accompagnée des attributs de La Foi, de L'Espérance et de La Charité, encadrée d'ornements en marbre surmontés d'une urne en bronze le tout dessiné et sculpté par Girardon. L'épitaphe de la princesse était gravée au-dessous en lettres noires sur une plaque de marbre blanc : 
À la gloire de Dieu

et a la mémoire eternelle

d'Anne Marie Martinozzi

princesse de Conty

qui detrompée dès l'aage de

XIX ans vendit toutes ses pierreries pour

nourrir durant la famine de M DC LXII,

les pauvres de Berry, de Champagne, et de

Picardie, pratiqua toutes les austerités que

sa santé put souffrir; demeurée veuve a

l'aage de XXIX ans, consacra le reste de sa

vie a élever en princes chretiens les princes

ses enfans, et à maintenir les loix tempo

relles et ecclesiastiques dans ses terres; se

reduisit a une depense tres modeste; restitua

tous les biens dont l'acquisition luy fut sus

pecte jusqu'à la somme de DCCC mil li

vres; distribua toute son epargne aux

pauvres dans ses terres et dans toutes les

parties du monde, et passa soudainement

a l'éternité, après seize ans de perseverance

le IV février M DC LXII, aagée de

XXXV ans

Priez pour elle.

Louis Armand de Bourbon, prince de Conty et François

Louis de Bourbon prince de La Roche-sur-Yon et ses enfants

ont posé ce monument.

## Armoiries
« Parti, au 1 de France, au bâton de gueules péri en bande; au 2 coupé, a de gueules à deux fasces bretessées et contrebretessées d'argent, b d'azur à la hache consulaire d'argent, les verges d'or, liées d'argent, posée en pal; à la fasce de gueules chargée de trois étoiles d'or brochant sur le tout ».